# Gmina Big Grove (hrabstwo Benton)

Położenie Gminy Big Grove w hrabstwie Benton

Gmina Big Grove (ang. Big Grove Township) – gmina w USA, w stanie Iowa, w hrabstwie Benton. Według danych z 2000 roku gmina miała 230 mieszkańców.